# Yuri Collins
Yuri Collins (St. Louis, 7 marzo 2001) è un cestista statunitense di ruolo playmaker.

## Biografia
Nato e cresciuto a St. Louis, in Missouri, Collins ha frequentato la St. Mary's High School.

## Carriera
Nonostante varie offerte da college come Iowa, SMU e DePaul, Collins rimane nella propria città d'origine scegliendo invece l'Università di Saint Louis. Con i Billikens ottiene la migliore stagione al terzo anno con una media complessiva di 11,1 punti, 4,1 rimbalzi e 7,9 assist a partita.
Dopo essere rimasto undrafted al draft NBA 2023, Collins firma con i Golden State Warriors. Nell'ottobre del 2023, sii unisce alla squadra della NBA G League affiliata ai Warriors, i Santa Cruz Warriors, per il resto della stagione. Torna a far parte del roster di Golden State nel febbraio del 2025, debuttando nella sfida contro i Dallas Mavericks.

## Statistiche

### College
| Anno      | Squadra             | PG  | PT  | MP   | TC%  | 3P%  | TL%  | RP  | AP   | PRP | SP  | PP   |
| --------- | ------------------- | --- | --- | ---- | ---- | ---- | ---- | --- | ---- | --- | --- | ---- |
| 2019-2020 | St. Louis Billikens | 31  | 27  | 31,3 | 37,3 | 36,7 | 56,4 | 2,8 | 5,5  | 1,5 | 0,0 | 5,4  |
| 2020-2021 | St. Louis Billikens | 19  | 17  | 28,2 | 40,2 | 24,1 | 66,7 | 2,8 | 6,1  | 1,2 | 0,1 | 5,1  |
| 2021-2022 | St. Louis Billikens | 34  | 34  | 33,1 | 45,0 | 36,2 | 81,5 | 4,1 | 7,9  | 1,9 | 0,2 | 11,1 |
| 2022-2023 | St. Louis Billikens | 32  | 32  | 35,1 | 44,2 | 31,9 | 73,5 | 3,3 | 10,1 | 1,3 | 0,1 | 11,2 |
| Carriera  | Carriera            | 116 | 110 | 32,3 | 42,8 | 32,9 | 71,5 | 3,3 | 7,6  | 1,5 | 0,1 | 8,6  |

### NBA

#### Regular Season
| Anno      | Squadra       | PG | PT | MP  | TC%  | 3P% | TL% | RP  | AP  | PRP | SP  | PP  |
| --------- | ------------- | -- | -- | --- | ---- | --- | --- | --- | --- | --- | --- | --- |
| 2024-2025 | G.S. Warriors | 2  | 0  | 8,0 | 33,3 | -   | -   | 1,5 | 2,0 | 1,0 | 0,0 | 1,0 |
| Carriera  | Carriera      | 2  | 0  | 8,0 | 33,3 | -   | -   | 1,5 | 2,0 | 1,0 | 0,0 | 1,0 |

### G League
| Anno      | Squadra       | PG | PT | MP   | TC%  | 3P%  | TL%  | RP  | AP   | PRP | SP  | PP   |
| --------- | ------------- | -- | -- | ---- | ---- | ---- | ---- | --- | ---- | --- | --- | ---- |
| 2023-2024 | S.C. Warriors | 50 | 3  | 22,2 | 45,8 | 39,7 | 71,4 | 2,3 | 4,7  | 0,8 | 0,1 | 5,4  |
| 2024-2025 | S.C. Warriors | 49 | 46 | 32,2 | 41,2 | 26,4 | 78,0 | 3,5 | 10,2 | 1,3 | 0,3 | 13,7 |
| Carriera  | Carriera      | 99 | 49 | 27,1 | 42,4 | 30,5 | 75,9 | 2,9 | 7,4  | 1,0 | 0,2 | 9,5  |